# Antonín Hladký
Antonín Maria Hladký, SDB (2. listopadu 1926 Znojmo – 1. listopadu 2005 Stará Boleslav) byl český katolický kněz, člen řádu salesiánů, politický vězeň komunistického režimu.

## Život
Pocházel z rodiny se třemi dalšími sourozenci. Vyučil se zámečníkem. Jako salesián-aspirant nastoupil v roce 1946 do Fryštáku. Od roku 1950 do 1953 byl u PTP. Po propuštění odešel do Brna, kde pracoval jako strojní zámečník. V roce 1957 byl odsouzen v rámci procesu Hynek a spol. na 20 měsíců nepodmíněně za podvracení republiky. Po dvou letech trestu se vrátil do Brna, kde pracoval jako soustružník až do roku 1969. Bohosloví studoval soukromě a 20. června 1963 byl tajně vysvěcen biskupem Trochtou na kněze.
Ve farní pastoraci v severočeském pohraničí získával od roku 1969 věřící svou laskavostí a obětavostí. Mezi lety 1970 a 1975 byl ustanoven duchovním správcem v Teplicích-Trnovanech. Během zdejšího působení se zasloužil o opravy věže, oken, elektriky a novou výmalbu kostela sv. Alžběty v Teplicích-Šanově. Po roce 1975 působil jako administrátor v Hodkovicích nad Mohelkou. Od 1. července 1988 do 1. srpna 1990 byl duchovním správcem v Raspenavě. Po revoluci působil v Jiříkově a dalších farnostech, spravovaných rumburskou komunitou salesiánů. Ačkoliv měl sám práce nadbytek, ještě ochotně vypomáhal sousedním kněžím. Byl vyhledávaným zpovědníkem řeholnic, které byly tehdy soustředěny v ústraní v severním pohraničí České republiky. Pro velikou přetíženost dostal mozkovou příhodu, po které nedovedl číst ani psát a jeho řeč byla těžce srozumitelná.
Poslední rok svého života po opakované mozkové příhodě prožíval v Charitním domově pro duchovní ve Staré Boleslavi v laskavé péči sester, obklopen jejich modlitbami a modlitbami kněžských spolubratří. Zemřel 1. listopadu 2005, den před oslavou svých 79. narozenin, hodinu po poslední eucharistické hostině a svatém přijímání. Poslední rozloučení s ním se konalo v pátek 4. listopadu 2005 v 10 hodin v kostele sv. Terezičky v Praze 8 – Kobylisích a ve 14 hodin týž den v kostele Panny Marie Pomocnice v Brně-Žabovřeskách. Poté byly jeho tělesné ostatky uloženy v salesiánském hrobě na Ústředním pohřebišti v Brně.